# French Bee
French bee, antiguamente French blue, es una aerolínea de bajo costo  francesa fundada en 2016. Explota vuelos de largo radio entre Francia y los destinos turísticos. Su base operativa está ubicada en el Aeropuerto de París-Orly y su sede social está instalada en Bellevigny (Vandea). 

## Historia
La compañía comienza sus actividades en 2016. Está fundada por el Grupo Dubreuil, dueño de Air Caraïbes. El A330-300 de French bee ha efectuado su primer vuelo comercial el 1 de julio de 2016 para Air Caraïbes bajo el código TX540, conectando París (Francia metropolitana) con Pointe-à-Pitre (Guadalupe). El primer vuelo comercial bajo su propia marca ha tenido lugar el 10 de septiembre de 2016 con destino a Punta Cana (República dominicana). Propone hasta diez vuelos por semana hacia La Reunión desde el 16 de junio de 2017. Los vuelos de French Bee están operados en código compartido con Air Caraïbes.
El premier Airbus A350-900, matriculado F-HREU (en vínculo con la ruta a la Reunión), es también el primer A350 explotado por una compañía de bajo costo. Su primer vuelo comercial ha tenido lugar el 22 de agosto de 2017 con destino a Saint-Denis (La Reunión).

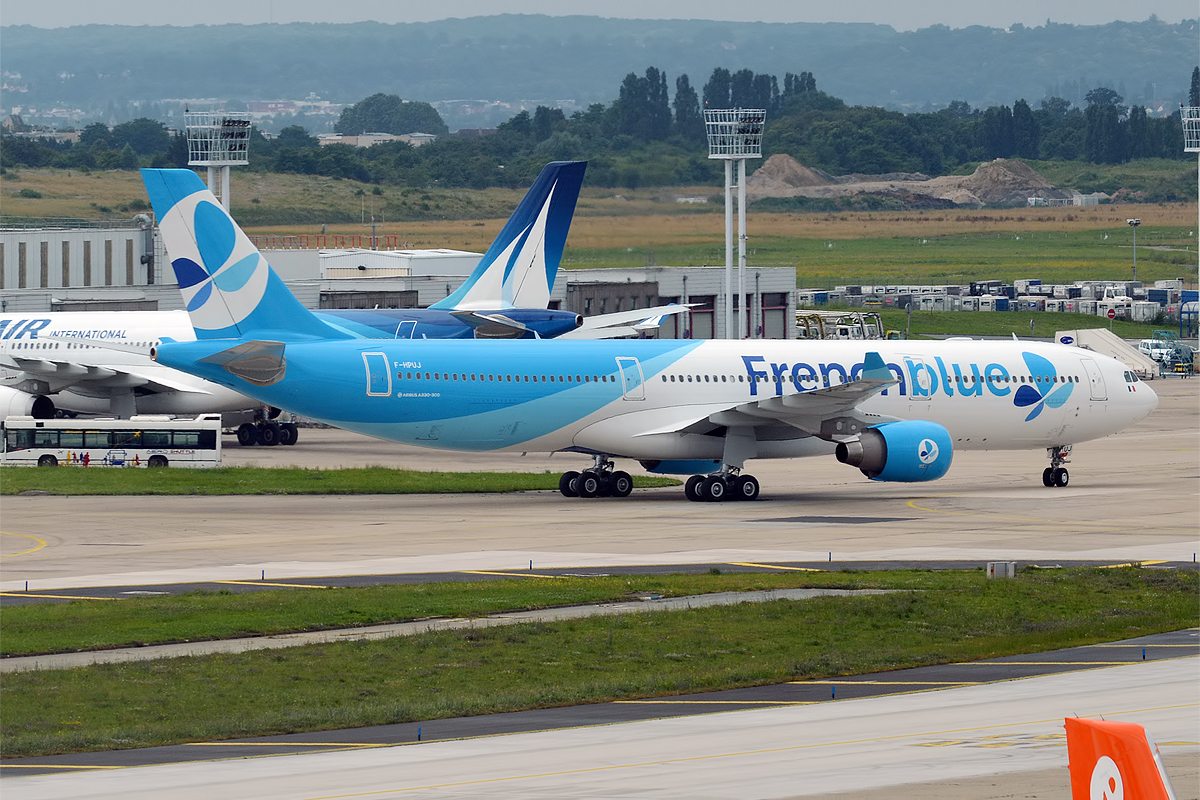
Airbus A330-200 (F-HPUJ), con el antiguo nombre, en el aeropuerto de París-Orly (2016)

Al finalizar noviembre 2017, la compañía es renombrada provisionalmente French en lugar de French Blue) debido a un posible conflicto jurídico con una aerolínea estadounidense que tiene un nombre cercano. El 30 de enero de 2018, la compañía se llama a partir de ahora French Bee con el fin de evitar largos intercambios jurídicos con la aerolínea estadounidense Jet Blue, que discutía el antiguo nombre.
El 11 de mayo de 2018, French Bee realiza su 1.º vuelo comercial entre París-Orly y Papeete, en Polinesia Francesa, via San Francisco, en Estados Unidos.
Para el año 2018, French Bee habría registrado más de 350.000 pasajeros, más el doble en comparación al año precedente (168,000).

## Flota

### Flota actual
La flota de French Bee está compuesta por las siguientes aeronaves:
| Aeronaves        | En servicio | Pedidos | Pasajeros                                       | Pasajeros                                       | Pasajeros                                       | Matrículas                                      | Antigüedad                                      |
| Aeronaves        | En servicio | Pedidos | Y+                                              | Y                                               | Total                                           | Matrículas                                      | Antigüedad                                      |
| ---------------- | ----------- | ------- | ----------------------------------------------- | ----------------------------------------------- | ----------------------------------------------- | ----------------------------------------------- | ----------------------------------------------- |
| Airbus A350-941  | 4           | —       | 35                                              | 376                                             | 411                                             | F-HREU                                          | 9,9 años                                        |
| Airbus A350-941  | 4           | —       | 35                                              | 376                                             | 411                                             | F-HREV                                          | 6,2 años                                        |
| Airbus A350-941  | 4           | —       | 35                                              | 376                                             | 411                                             | F-HREY                                          | 4,9 años                                        |
| Airbus A350-941  | 4           | —       | 35                                              | 376                                             | 411                                             | F-HREN                                          | 3,9 años                                        |
| Airbus A350-1041 | 2           | 1       | 40                                              | 440                                             | 480                                             | F-HMIX                                          | 2,5 años                                        |
| Airbus A350-1041 | 2           | 1       | 40                                              | 440                                             | 480                                             | F-HMIB                                          | 2 años                                          |
| Total            | 6           | 1       | Edad media de la flota (mayo de 2024): 4,9 años | Edad media de la flota (mayo de 2024): 4,9 años | Edad media de la flota (mayo de 2024): 4,9 años | Edad media de la flota (mayo de 2024): 4,9 años | Edad media de la flota (mayo de 2024): 4,9 años |

### Flota histórica
| Aeronaves       | Total | Introducido | Retirado | Matrículas |
| --------------- | ----- | ----------- | -------- | ---------- |
| Airbus A330-300 | 1     | 2016        | 2019     | F-HPUJ     |

## Destinos
French Bee sirve a los siguientes destinos:
| Países             | Destinos      | Aeropuertos                                 |
| ------------------ | ------------- | ------------------------------------------- |
| Francia            | París         | Aeropuerto de París-Orly (HUB)              |
| Estados Unidos     | Los Ángeles   | Aeropuerto Internacional de Los Ángeles     |
| Estados Unidos     | Miami         | Aeropuerto Internacional de Miami           |
| Estados Unidos     | Nueva York    | Aeropuerto Internacional Libertad de Newark |
| Estados Unidos     | San Francisco | Aeropuerto Internacional de San Francisco   |
| Polinesia Francesa | Papeete       | Aeropuerto Internacional Faa'a (vía SFO)    |
| Reunión            | Saint-Denis   | Aeropuerto de Saint Denis-Roland Garros     |

A finales del 2018, el presidente del Consejo departamental de Mayotte ha llamado French Bee a servir el departamento
El 11 de abril de 2019, durante la presentación de los resultados de French Bee de 2018, sus dirigentes han anunciado que quieren abrir una nueva ruta por año.